# Andernach
Andernach (pronocer [ˈandɐnax] ; en patois Annenach) est une ville sur la rive gauche du Rhin, appartenant à l'arrondissement de Mayen-Coblence, dans le land de Rhénanie-Palatinat, en Allemagne. Elle se trouve à environ 20 kilomètres au nord de Coblence.

## Histoire
| Appartenances historiques Électorat de Cologne 1167-1797 République cisrhénane (Rhin-et-Moselle) 1797-1802 République française (Rhin-et-Moselle) 1802-1804 Empire français (Rhin-et-Moselle) 1804-1813 Royaume de Prusse (Grand-duché du Bas-Rhin) 1815-1822 Royaume de Prusse (Province de Rhénanie) 1822-1918 République de Weimar 1918-1933 Reich allemand 1933-1945 Allemagne occupée 1945-1949 Allemagne de l'Ouest 1949-1990 Allemagne 1990-présent |

Andernach est une des plus anciennes villes d'Allemagne, fondée par les Romains en 12 av. J.-C.. Son nom d'alors était Antunnacum, c'est-à-dire « le village ou la ferme d'Antunnus » (un homme celtique inconnu).
En 1988, la ville fêtait son bi-millénaire. Actuellement elle compte environ 30 000 habitants. 
Les touristes venant dans la région visitent les fortifications médiévales avec la ruine du château-citadelle dans la ville (entouré d'eau) de l'électorat de Cologne, le lac de Laach (Laach (dialecte local allemand) signifie en français « lac ») avec son monastère Maria Laach (Sainte-Marie-du-Lac), ainsi que le geyser d'Andernach.

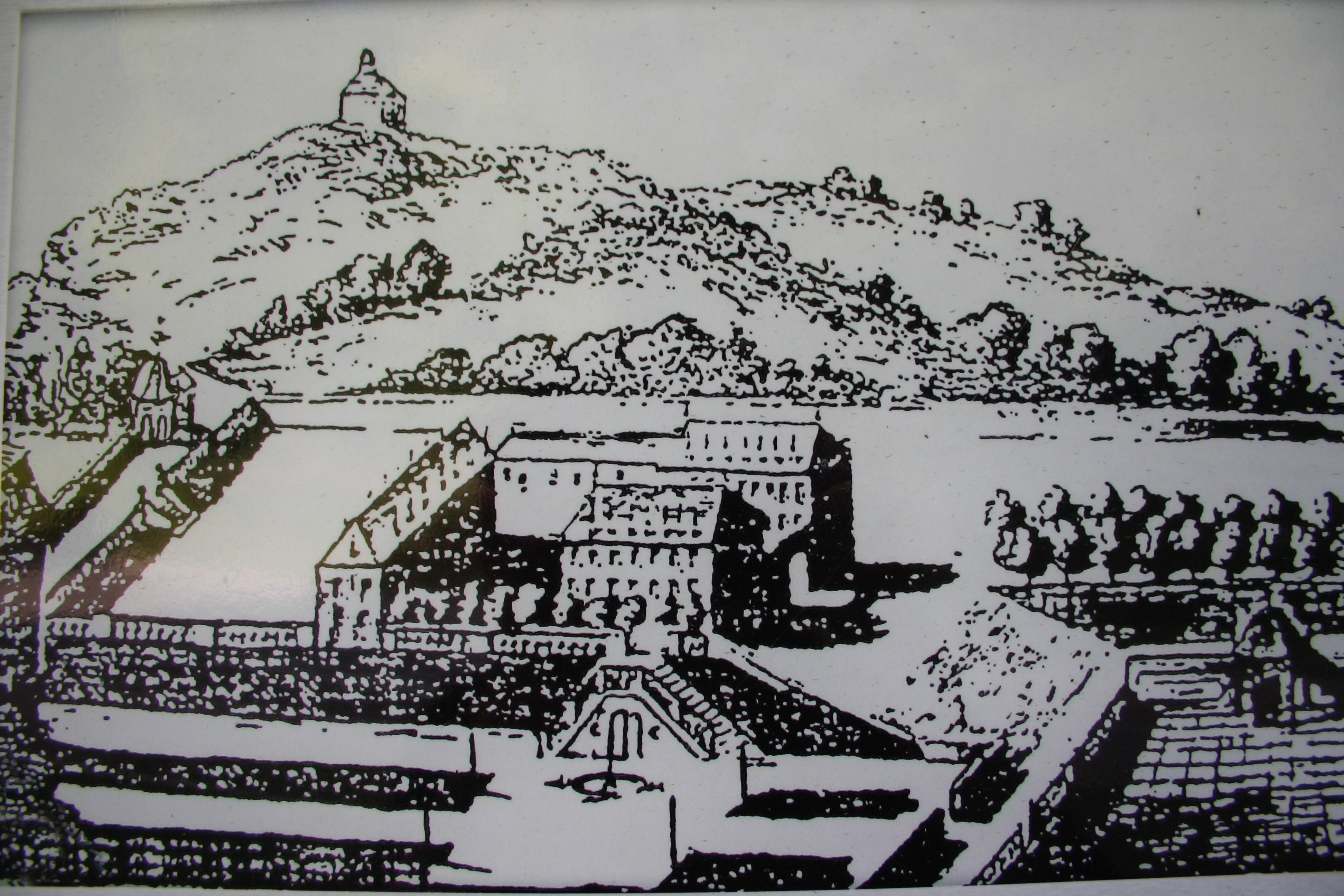
Château-citadelle.

En 876, Charles le Chauve, roi de Francie occidentale et empereur d'Occident, y fut défait par les fils de Louis le Germanique à la bataille d'Andernach.

## Géographie
La ville d'Andernach se situe sur la rive gauche du Rhin, à la limite du bassin de Neuwied, entre la localité de Brohl-Lützing au nord-ouest et l'embouchure de la rivière Nette dans le Rhin au sud-est. Les pentes au nord-ouest deviennent très escarpées à proximité immédiate de la ville, car la vallée du fleuve se réduit à cet endroit, formant le début de la partie nord du Rhin romantique (romantischer Mittelrhein). Le passage étroit entre la montagne du „Andernacher Geiersberg“ (appelée Krahnenberg depuis les années 1650 à cause de la vielle grue installé à son pied) et le rocher de l'autre côté du Rhin (le Engwetter de Leutesdorf) est appelé « Andernacher Pforte » (la porte d'Andernach) et ceci depuis le temps romain (latin : Porta Antunnacensis).
Au nord-ouest de la ville débute le massif de la Vor-Eifel alors qu'au sud-ouest se trouve la localité de Pellenz. Andernach est ainsi à la limite est de la Vulkaneifel (le massif de l'Eifel volcanique), qui va de la Wittlicher Senke (la cuvette de Wittlich) jusqu'au Rhin, et qui est divisée géologiquement en les parties Eifel volcanique de l'est, la haute Eifel volcanique et l'Eifel volcanique de l'ouest.
Les villes d'importance du voisinage sont Neuwied (quasi en face du Rhin), Coblence à environ 10 km au sud, et Bonn à environ 35 km au nord-ouest. 
Dans l'antiquité Andernach s'est construite sur une baie partiellement ensablée à l'embouchure du ruisseau Felsterbach sur une ancienne ile du Rhin, ce que l'on voit dans le profil de la ville à l'endroit appelé « In der Laach » (qui veut dire dans le lac/dans l'eau).
La ville est aujourd'hui traversée par les ruisseaux Antel, aussi appelé Antelbach (voir le lieu In der Antel), du Deubach (voir le lotissement Deubachsiedlung) et le Kennelbach (voir les rues Kennelstraße, Bachstraße (aujourd‘hui Ubierstraße) et Schafbachstraße). Ces cours d'eau sont aujourd'hui majoritairement canalisés et souterrains.
Sur le Kennelbach il y avait quatre moulins à eau jusqu'au début du XXe siècle. Un autre moulin se trouvait jusqu'au XVIIe siècle devant la Schafpforte (aujourd'hui Ochsentor), également sur le ruisseau Kennelbach, mais qui se nomme Schafbach à cet endroit.
Un autre moulin, cette fois ci à vent, la Sankt-Thomas-Mühle (le moulin de St. Thomas) se trouvait de 1816 à 1900 dans la tour de défense nord-est du monastère des sœurs Augustiniennes, qui a été supprimé lors de la sécularisation.  
Le quartier Miesenheim est traversée par la rivière Nette.

## Sites touristiques et culturels

### Fortifications médiévales

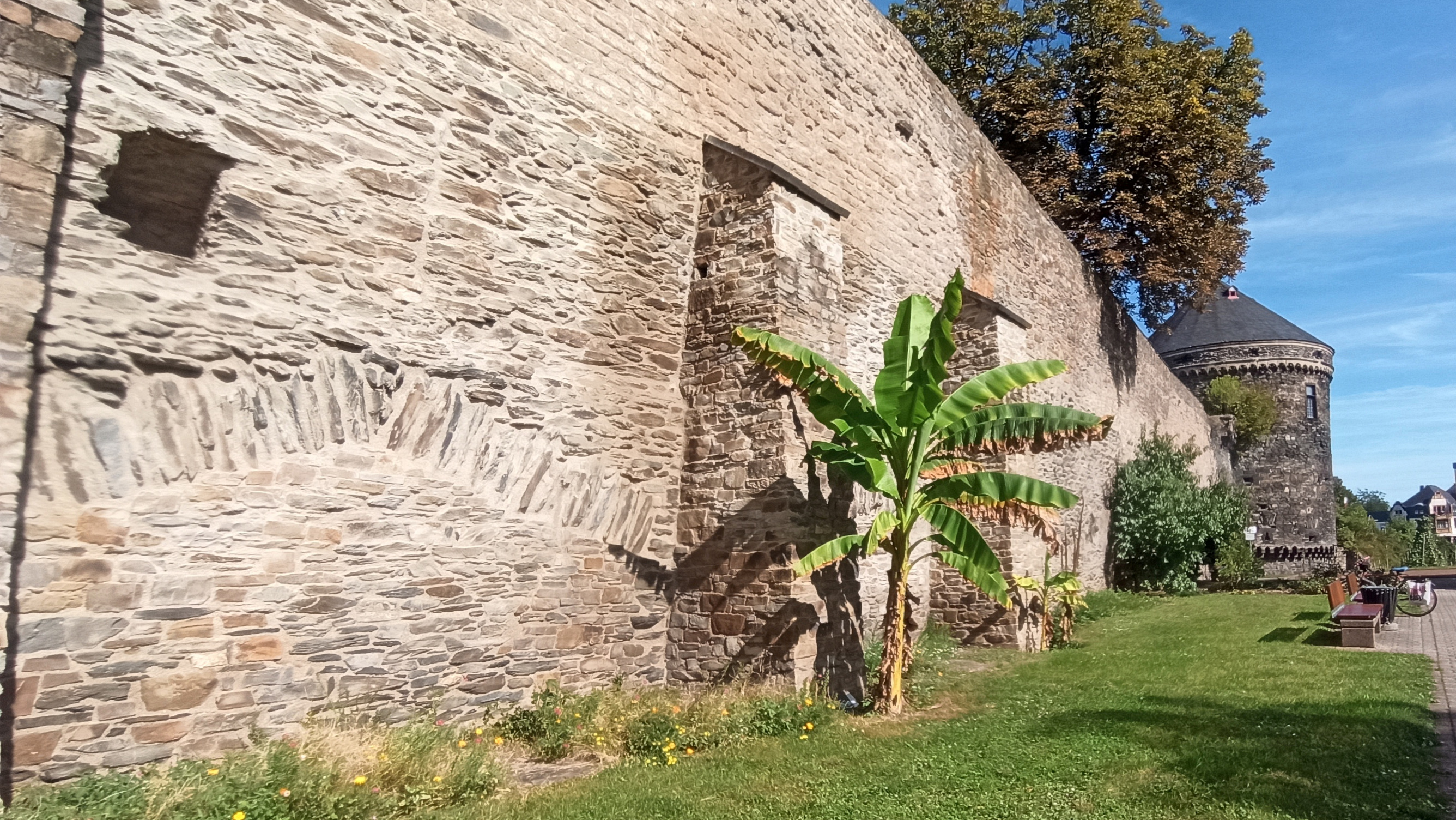
Fortifications médiévales à Andernach, photo de 2023.

Au centre de la ville actuelle on remarque les fortifications médiévales avec la ruine de la citadelle qui appartenait à l'électorat de Cologne, comprenant un donjon intact, d'une hauteur de 30 mètres. Ce dernier était utilisé comme prison depuis 1836, puis comme auberge de jeunesse entre 1911 et 1922 et aujourd'hui comme lieu de mariage. Y figurent également la Pulverturm (tour poudrière), érigée entre 1493 et 1495, aujourd'hui restaurée, ainsi qu'un imposant mur d'enceinte, dont de nombreuses sections subsistent, y compris 6 des 10 tours de guet en demi-cercle. Il y a aussi 2 portes d'accès à la ville médiévale : La Koblenzer Tor au sud (porte de Coblence) et la Rheintor (porte du Rhin) du côté Rhin.

### La tour ronde

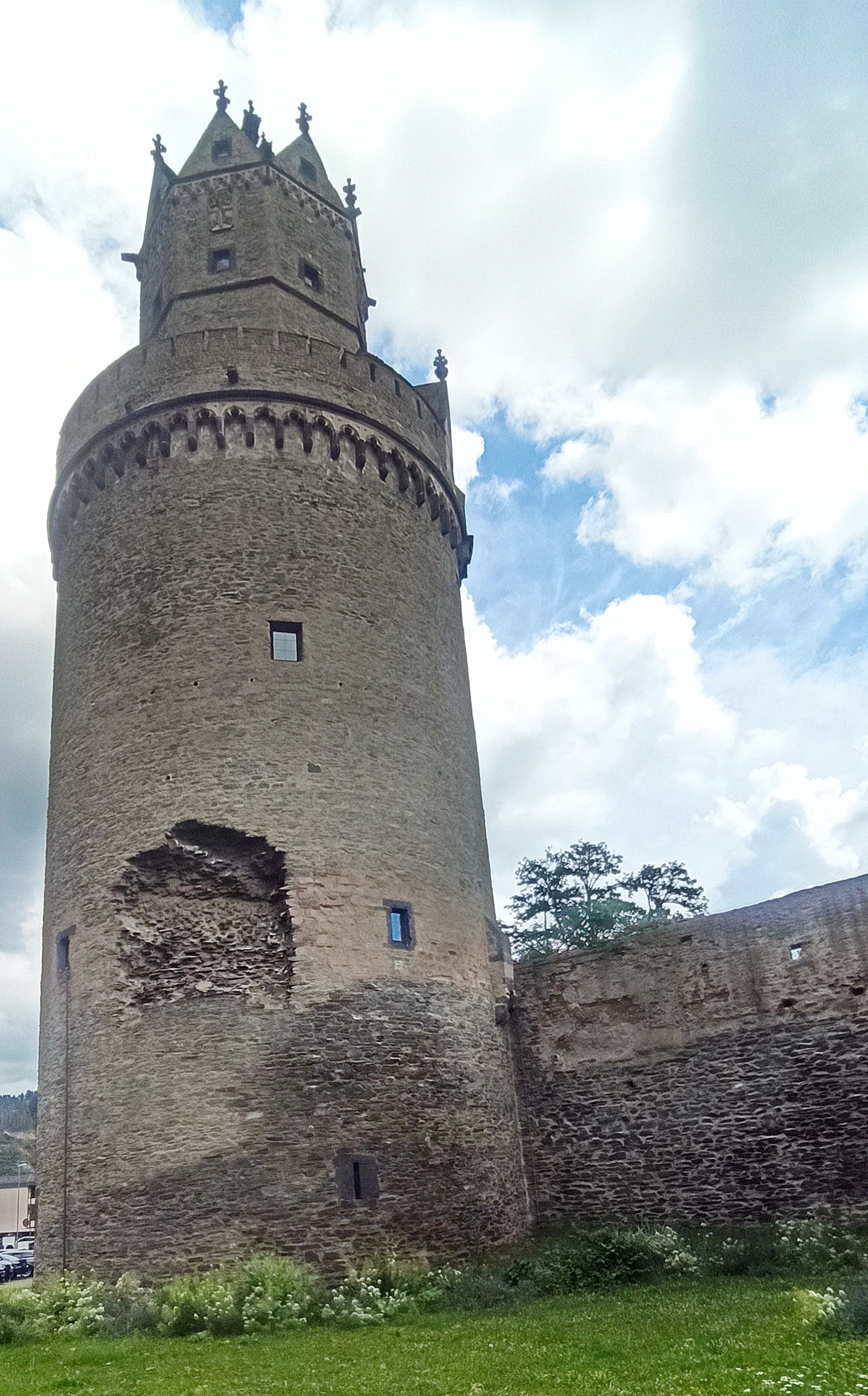
Runder Turm (tour ronde) en 2020, montrant l'éclatement laissé par une tentative de destruction en 1689.

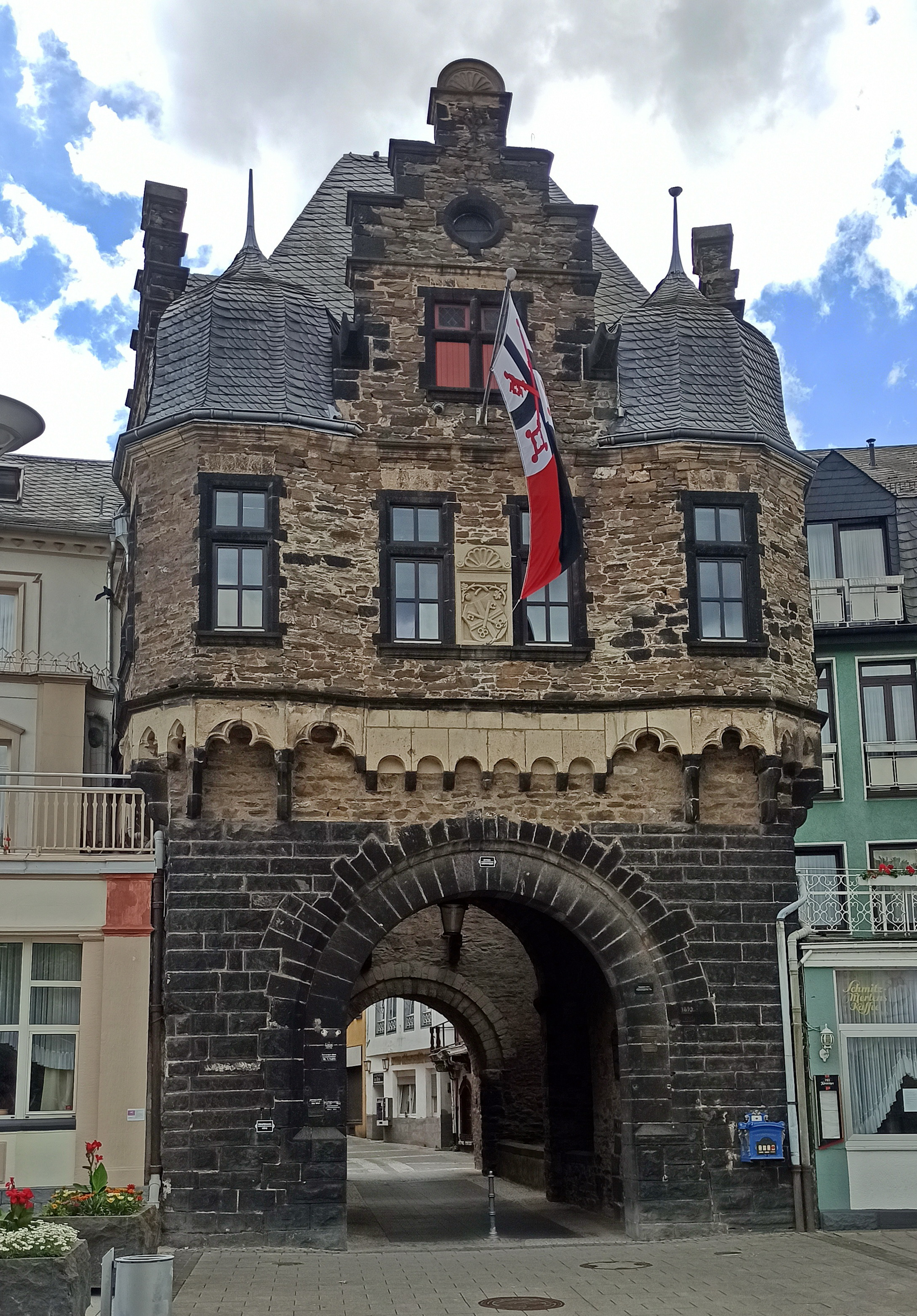
Porte du Rhin (Rheintor) / Porte des grains en 2020.

La tour ronde constitue l'emblème de la ville. C'est une tour de défense et de guet au coin nord-ouest du mur d'enceinte. Elle a été érigée entre 1440 et 1453, possédant 3 étages, plus le pignon de toit. Avec sa hauteur de 56 mètres et ses murs atteignant 5 mètres d'épaisseur, elle est la plus haute tour de guet en Rhénanie, et une des plus hautes tours de défense du Moyen Âge en général.
En 1689, la tour résistait à une tentative de destruction aux explosifs, par les troupes de Louis XIV qui se retiraient de la ville. Cela ne provoquait qu'un éclatement sur l'extérieur du côté ouest, encore visible aujourd'hui.
La dernière restauration de la tour date de 2003, pour en quelque sorte célébrer ses 550 ans.

### Le Rheintor (Kornpforte); en français: La porte du Rhin (porte des grains)
Le Rheintor a été érigé en 1200 comme accès principal à la ville depuis le Rhin. C'est aujourd'hui la plus ancienne construction d'accès à porte double à une ville médiévale en Rhénanie. Du XIIIe siècle subsistent le socle et des parties inférieurs des murs. Un réaménagement du Rheintor a été réalisée au XVIIIe siècle. L'aspect actuel de la porte vient d'une restauration en 1899, qui reconstituait son apparence du XVIIe siècle. 

### Alter Krahnen (vieille grue)

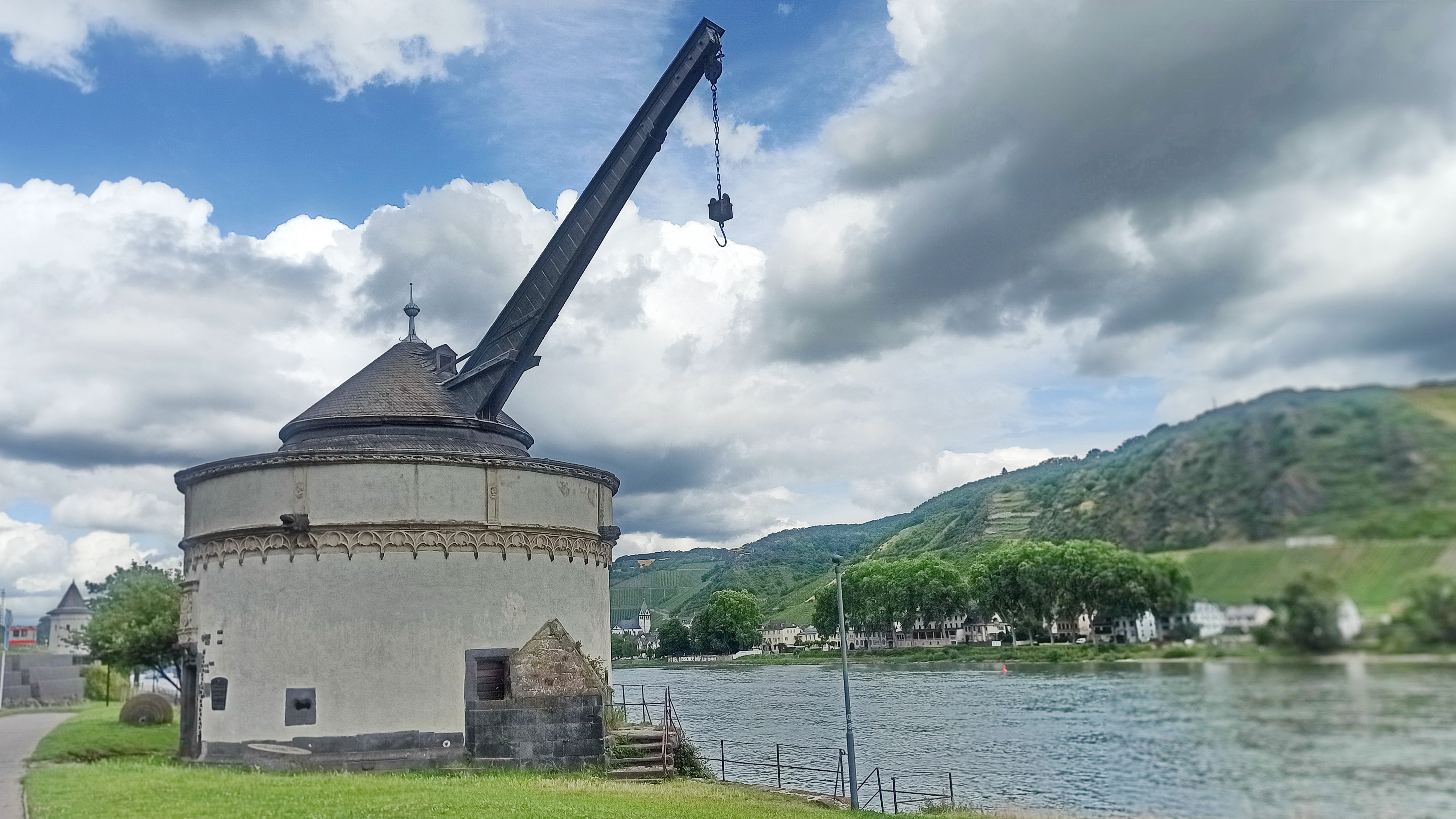
Alter Krahnen (vieille grue) d'Andernach en 2020.

La « Alte Krahnen » est une vieille grue rotative en pierre, construite en 1561 au bord du Rhin (au km 612,8 du fleuve, où se trouvait le port d'Andernach à l‘époque). Elle remplaçait une grue flottante, encore plus ancienne, celle-ci datant de 1400 environ. La veiille grue en pierre est aujourd'hui une des attractions touristiques d'Andernach.
À l'époque, la « Alte Krahnen » était le plus grand dispositif de chargement fluvial en Allemagne. Elle fut utilisée pendant 350 ans pour charger des futs de vin ainsi que des pierres de meule et de tuf, ces dernières venant de l'Eiffel volcanique toute proche. Cette activité dura jusqu'en 1911. La partie mécanique de la grue est encore en ordre de marche.

### Église paroissiale catholique Liebfrauenkirche - Mariendom (Notre Dame)

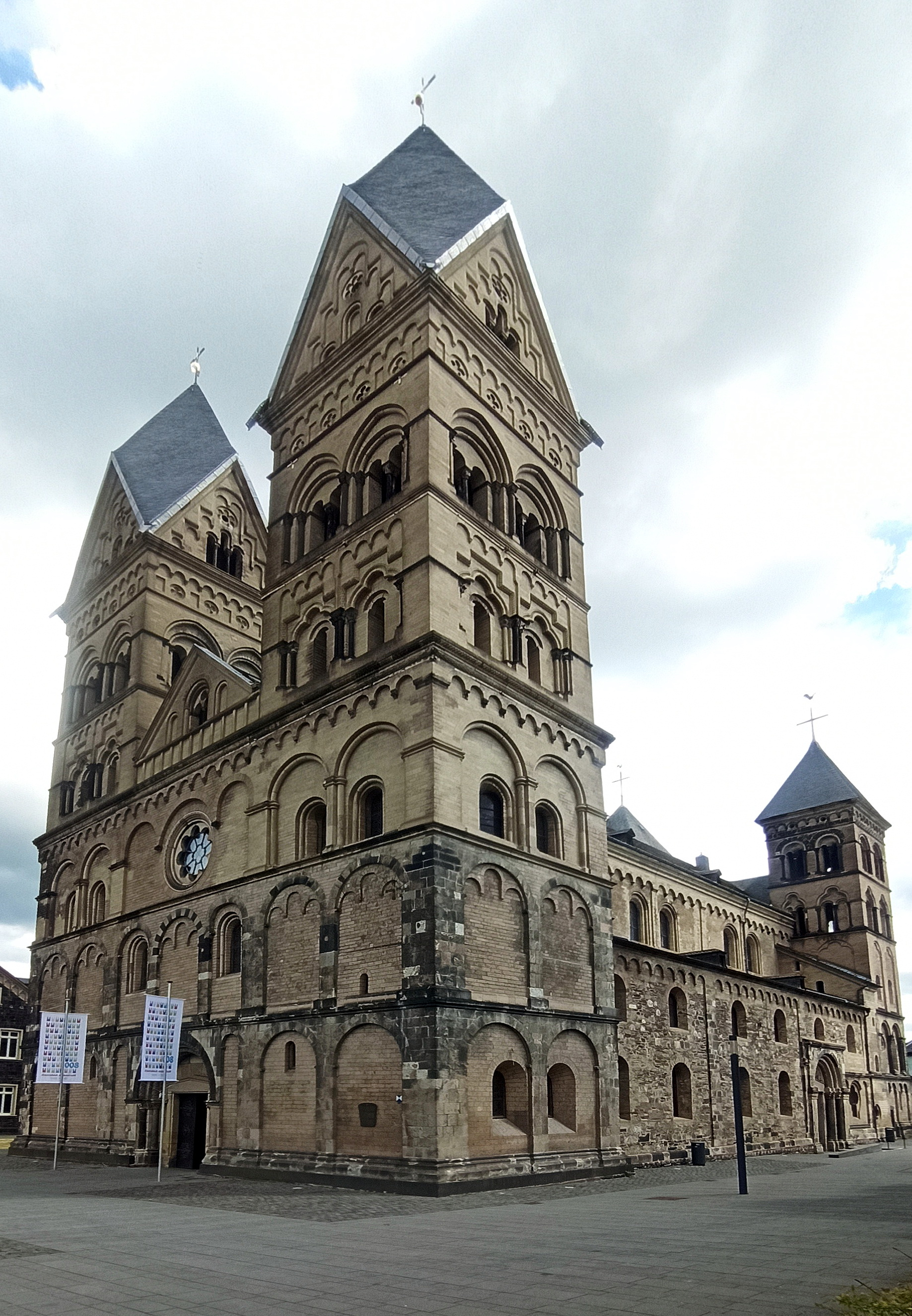
Eglise Liebfrauenkirche - Notre-Dame - Mariendom en 2020.

C'est une basilique monumentale à 4 clochers, dédiée à l'assomption. La partie ouest et le chœur se situe à proximité du mur médiéval d'enceinte; et donc sur le côté ouest du lieu de l'ancien fort romain « Antunnacum », qui était à l'origine de la ville. L'église actuelle était construite entre 1196 et 1220 après la destruction d'une église plus ancienne. Elle a été pendant longtemps église propriétaire de l'archevêque prince électeur de Trèves d'où probablement le deuxième nom de Mariendom (cathédrale de Marie).

### Christuskirche (l'église du Christ)

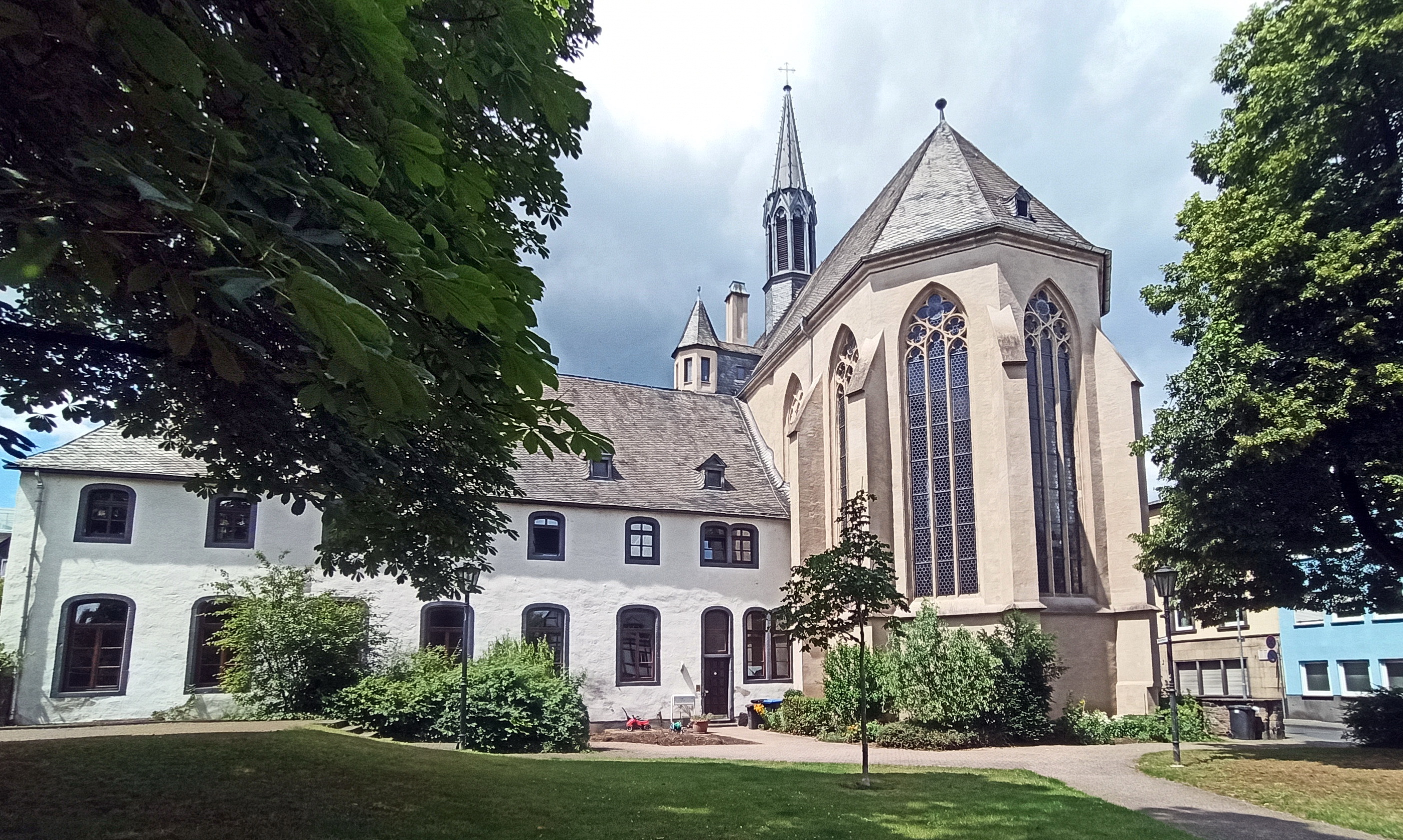
Christuskirche (l'église du Christ) en 2020.

Cette église dans le centre de la ville est aujourd'hui de confession protestante. Elle est de style gothique rayonnant, à double nef, avec le chœur allongé à 3 travées comprenant beaucoup d'éléments de construction en gotique tardif. Jusqu'en 1802, elle a été l'église St. Nicolas du monastère de l'ordre des Frères mineurs / Franciscains. La fondation de ce monastère remonte jusqu'en 1226.
Cette église est considérée comme l'une des plus impressionnantes et plus importantes églises des Minorites/ Franciscains en Rhénanie. Pendant des siècles, elle était le lieu de sépulture pour la famille donatrice ainsi que pour la noblesse rhénane et les bourgeois aisés de la ville, dont les armoiries sont fixées sur les voûtes d'arêtes. 

### Hôtel de ville (Rathaus) historique
Ce lieu est mentionné pour la première fois en 1407 comme siège du conseil d'Andernach (Andernacher Rat). Il contient un Miqvé (bain rituel juif) datant du XIIIe siècle qui appartenait à une l'ancienne synagogue à cet endroit. Le bâtiment actuel était érigé pour la première fois entre 1561 et 1574 avec un hall de marché (encore visible) à voûte d'arêtes, qui était initialement ouvert au rez de chaussée vers la Hochstrasse. (détruite en partie en 1689, puis reconstruit en 1781 avec un hall fermé).

### Legeyserd'Andernach

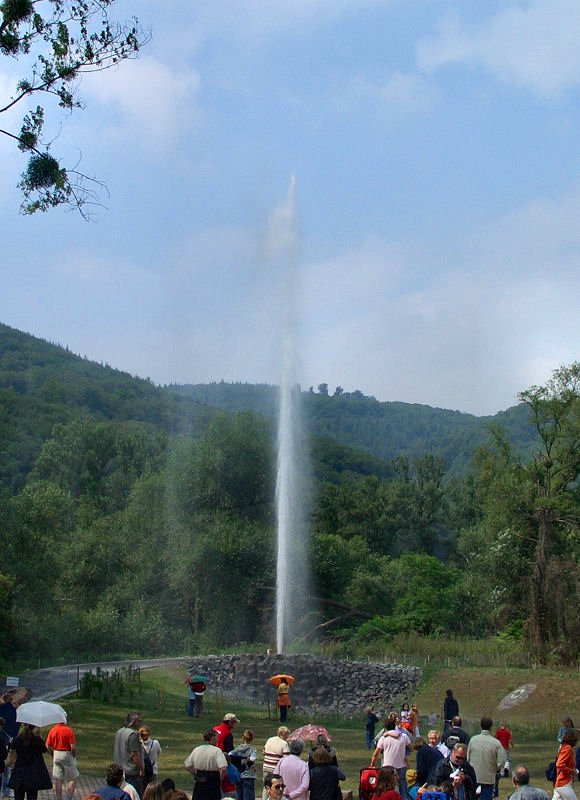
Le geyser d'Andernach.

Le geyser d'Andernach, aussi appelé « Namedyer Sprudel » se situe sur une presqu'ile du Rhin à l'endroit du Namedyer Werth (aussi appelé Krummenwerth). Avec son jet atteignant environ 55 à 60 mètres, il est le plus haut geyser d'eau froide du monde.   
Après avoir constaté l'apparition de bulles gazeuses à la surface du bras mort du Rhin, un forage a été réalisé en 1903, dans le but d'exploiter ce gaz carbonique naturel. Il en résultat un impressionnant jet d'eau qui jaillit alors pour la première fois. Etant constitué d'eau minérale gazeuse d'origine volcanique, cette eau était récupérée et commercialisée dans un premier temps. A la cessation de cette activité en 1957 le puits a été bouché, puis foré à nouveau en 2001, pour être accessible au public depuis 2006.  
En 2009 s'est ouvert dans la ville d'Andernach un centre d'information sur les geysers à partir duquel partent des mini-croisières vers l'endroit du geyser. Le centre d'informations et le geyser-même peuvent être visités de mars à octobre. 
Chaque éruption du geyser dure environ 8 minutes et l'intervalle entre les éruptions est de 2 heures environ. L'énergie des éruptions vient du dioxyde de carbone qui remonte naturellement depuis les chambres magmatiques. Celles-ci alimentaient jadis les volcans de l'Eifel, et une certaine activité magmatique est toujours présente aujourd'hui. Le gaz entre en contact avec les eaux des nappes phréatiques provoquant une éruption dès que la pression est adéquate.

### Le château de Namedy
Au nord du quartier de Namedy se trouve le château de Namedy dont la construction remonte au XVe siècle. Il est la propriété de la maison de Hohenzollern-Sigmaringen.

## Personnes célèbres dont le nom est lié à Andernach
- Charles Bukowski (1920–1994), auteur, né à Andernach ;
- Johann Winter von Andernach (1505–1574), médecin et professeur de médecine à la Sorbonne et à Strasbourg, né à Andernach ;
- Robert Puig-Aubert (1925–1994), joueur de rugby français, né à Andernach ;
- Hans Belting (1935–2023), historien de l'art allemand, né à Andernach
- Adam Kocian (1995-), joueur allemand de volley-ball, y est né.

## Littérature
- Victor Hugo l'évoque dans ses lettres fictives de récit de voyage Le Rhin (1842).
- L'intrigue du conte L'Auberge rouge d'Honoré de Balzac se déroule à Andernach.

## Jumelages
- Farnham (Royaume-Uni)
- Ekeren (Belgique)
- Saint-Amand-les-Eaux (France)
- Dimona (Israël)
- Zella-Mehlis (Allemagne)
- Stockerau (Autriche)